# Westend-Synagoge

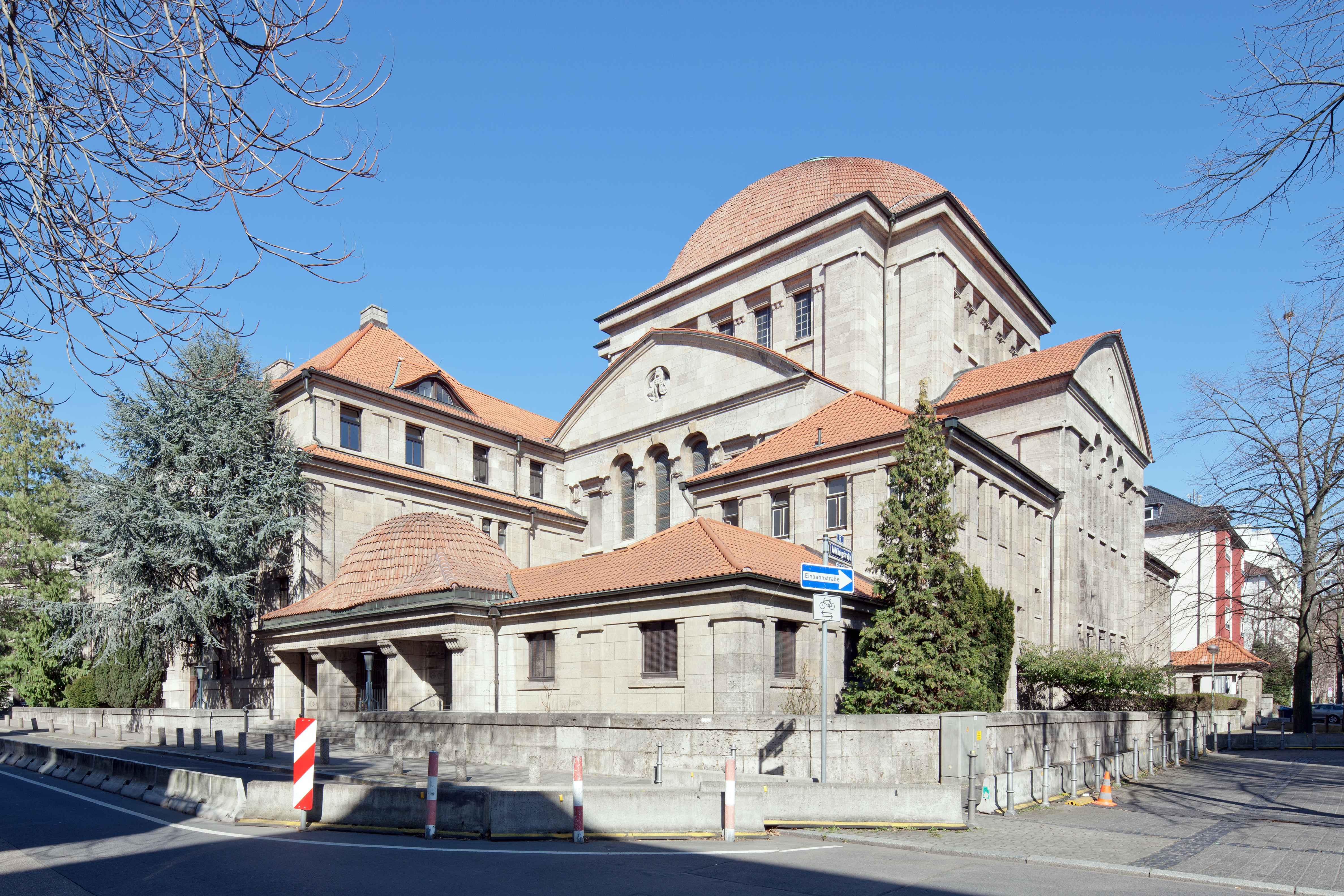
Westendsynagoge von Südwesten, März 2012

Die 1908 bis 1910 erbaute Westend-Synagoge ist die größte Synagoge in Frankfurt am Main und das geistliche Zentrum des jüdischen Gemeindelebens der Stadt. Als einzige von ehemals vier großen Synagogen überstand sie schwer beschädigt die Novemberpogrome 1938 und die Bombenangriffe des Zweiten Weltkrieges. Bis zum Untergang des jüdischen Lebens in Frankfurt in der Zeit des Nationalsozialismus diente sie dem liberalen Reformflügel als Gotteshaus. 1950 wurde sie nach provisorischer Renovierung wiedereingeweiht und von 1989 bis 1994 originalgetreu restauriert.

## Geschichte
Nach der Aufhebung des Ghettozwangs 1806 verließen die Wohlhabenden unter den Frankfurter Juden die ehemalige Judengasse mit ihren beengten, unhygienischen Wohnverhältnissen. Während sie anfangs vor allem in der östlichen Innenstadt und im Ostend siedelten, zogen ab etwa 1860 viele, die sich dem liberalen Bürgertum zurechneten, ins neu entstandene Westend.
1908 begann der Bau einer Synagoge in der Freiherr-vom-Stein-Straße. Die Pläne zu dem Jugendstilbau mit assyrisch-ägyptischen Anklängen stammten von dem Architekten Franz Roeckle, einem späteren NSDAP-Mitglied. Der eigentliche Synagogenbau an der Altkönigstraße mit seiner repräsentativen Kuppel wurde am 28. September 1910 eingeweiht. Sie war die vierte große Synagoge in Frankfurt und die erste außerhalb der historischen Stadtmauern. Anders als bei den orthodoxen Synagogen, bei denen Frauen nur zur Empore Zutritt hatten, war der Innenraum für Männer und Frauen gleichermaßen zugänglich. Die Sitzreihen waren jedoch nach Geschlechtern getrennt, wobei den Männern die rechte und den Frauen die linke Hälfte der Synagoge vorbehalten war. Im Innenraum und auf der Empore hatten insgesamt 1600 Besucher Platz. Damit war die Westendsynagoge nach der streng orthodoxen Synagoge an der Friedberger Anlage die zweitgrößte Synagoge Frankfurts.
Im rechten Winkel zur Synagoge lag entlang der Freiherr-vom-Stein-Straße eine einstöckige Vorhalle, die einen kleinen Innenhof umschloss. Im Gebäudeflügel an der Ecke Freiherr-vom-Stein-Straße / Friedrichstraße befanden sich Neben- und Verwaltungsräume, eine kleine Wochentagssynagoge, Versammlungssäle sowie die Wohnungen für Hausmeister und Rabbiner.
Bereits 1909 erhielt die Westend-Synagoge eine Orgel, erbaut von der Orgelbaufirma E.F. Walcker aus Ludwigsburg. Das Instrument hatte 46 Register auf drei Manualwerken und Pedal. Die Spiel- und Registertrakturen waren elektrisch. 1938 wurde das Instrument zerstört.
| I Hauptwerk C–g3 |       |
| Bordun           | 16′   |
| Prinuipal        | 8′    |
| Konzertflöte     | 8′    |
| Bourdon          | 8′    |
| Dulciana         | 8′    |
| Viola di Gamba   | 8′    |
| Oktave           | 4′    |
| Rohrflöte        | 4′    |
| Oktave           | 2′    |
| Mixtur V         | 2 ⁄3′ |
| Kornett III-V    | 8′    |
| Trompete         | 8′    |

| II. Manualwerk C–g3 |       |
| Bourdon             | 16′   |
| Geigenprincipal     | 8′    |
| Flauto amabile      | 8′    |
| Viola               | 8′    |
| Salicional          | 8′    |
| Quintatön           | 8′    |
| Traversflöte        | 4′    |
| Pikkolo             | 2′    |
| Sesquialtera II     | 2 ⁄3′ |
| Klarinette          | 8′    |

| III Schwellwerk C–g3  |     |
| Lieblich Gedeckt      | 16′ |
| Flötenprinzipal       | 8′  |
| Fugara                | 8′  |
| Gedeckt               | 8′  |
| Aeoline               | 8′  |
| Flute harmonique      | 8′  |
| Voix céleste          | 8′  |
| Geigenprinzipal       | 4′  |
| Flauto dolce          | 4′  |
| Flautino              | 2′  |
| Harmonia aetheria III |     |
| Basson                | 16′ |
| Oboe                  | 8′  |
| Trompette harmonique  | 8′  |
| Clairon               | 4′  |

| Pedal C–f1  |     |
| Kontrabass  | 16′ |
| Violonbass  | 16′ |
| Subbass     | 16′ |
| Gedacktbass | 16′ |
| Oktavbass   | 8′  |
| Cello       | 8′  |
| Flötenbass  | 8′  |
| Oktave      | 4′  |
| Posaune     | 16′ |

- Koppeln:
  - Normalkoppeln: II/I, III/I, III/II, I/P, II/P, III/P
  - Suboktavkoppeln: III/I
  - Superoktavkoppeln: III/I

Am 10. November 1938 verschaffte sich während der Novemberpogrome ein Trupp SA-Männer gegen den Widerstand des christlichen Hausmeisters gewaltsam Zutritt und legte Feuer im Innenraum. Die herbeigeeilte Feuerwehr löschte, anders als bei den übrigen Frankfurter Synagogen, den Brand, anstatt sich darauf zu beschränken, sein Übergreifen auf die benachbarten Gebäude zu verhindern. Dadurch blieb die Synagoge als einzige in Frankfurt erhalten, obwohl das Dach und der Innenraum durch das Feuer schwer beschädigt und die Synagoge unbenutzbar geworden war.

### Bis zur Vernichtung der jüdischen Gemeinde
Unmittelbar nach dem Brand setzte sich der Terror gegen die jüdische Gemeinde fort. Der liberale Rabbiner der Westendsynagoge, Georg Salzberger, wurde im Konzentrationslager Dachau inhaftiert. Nach seiner Freilassung im April 1939 gelang ihm die Emigration nach England, wo er Rabbiner der deutschsprachigen jüdischen Gemeinde Londons wurde.
Im sogenannten Judenvertrag vom 3. April 1939 wurde die jüdische Gemeinde Frankfurts gezwungen, ihre sämtlichen Liegenschaften weit unter Wert an die Stadt Frankfurt zu verkaufen. Die Abrisskosten der zerstörten Synagogen, deren Trümmer bereits im Januar 1939 beseitigt worden waren, wurden der Gemeinde vom Verkaufserlös abgezogen.
Die äußerlich kaum beschädigte Westendsynagoge blieb nach dem zwangsweisen Verkauf als einzige vom Abriss verschont. Während des Zweiten Weltkrieges diente sie als Möbellager für bombengeschädigte Frankfurter Bürger sowie als Kulissenlager für die Oper Frankfurt. Im März 1944 wurde sie durch Bomben getroffen, die erheblichen weiteren Schaden anrichteten.
Die Israelitische Gemeinde und die 1852 von ihr abgespaltene orthodoxe Israelitische Religionsgesellschaft wurden 1939 durch die Nationalsozialisten zwangsweise zur Jüdischen Gemeinde vereinigt. Zwischen Oktober 1941 und September 1942 wurden über 10.000 in Frankfurt gebliebene Juden in insgesamt zehn Transporten deportiert, zumeist nach Theresienstadt oder nach Majdanek. Nach dem letzten Transport blieben weniger als 300 Juden in der Stadt zurück, die zumeist in sogenannten Mischehen lebten oder Angestellte der Reichsvereinigung der Juden in Deutschland waren und Zwangsarbeit leisten mussten. Bis Mitte März 1945, zwei Wochen vor der Besetzung Frankfurts durch amerikanische Truppen am 26. März 1945, erfolgten immer wieder Deportationen, z. T. von Einzelpersonen, aber auch größere Transporte mit bis zu 300 Juden aus Frankfurt und Umgebung.
Über 11.000 Deportierte kamen in den Vernichtungslagern um, etwa 400 waren bei der Befreiung der Lager noch am Leben. In Frankfurt selbst lebten bei Kriegsende noch etwa 160 Juden.

### Die neue jüdische Gemeinde

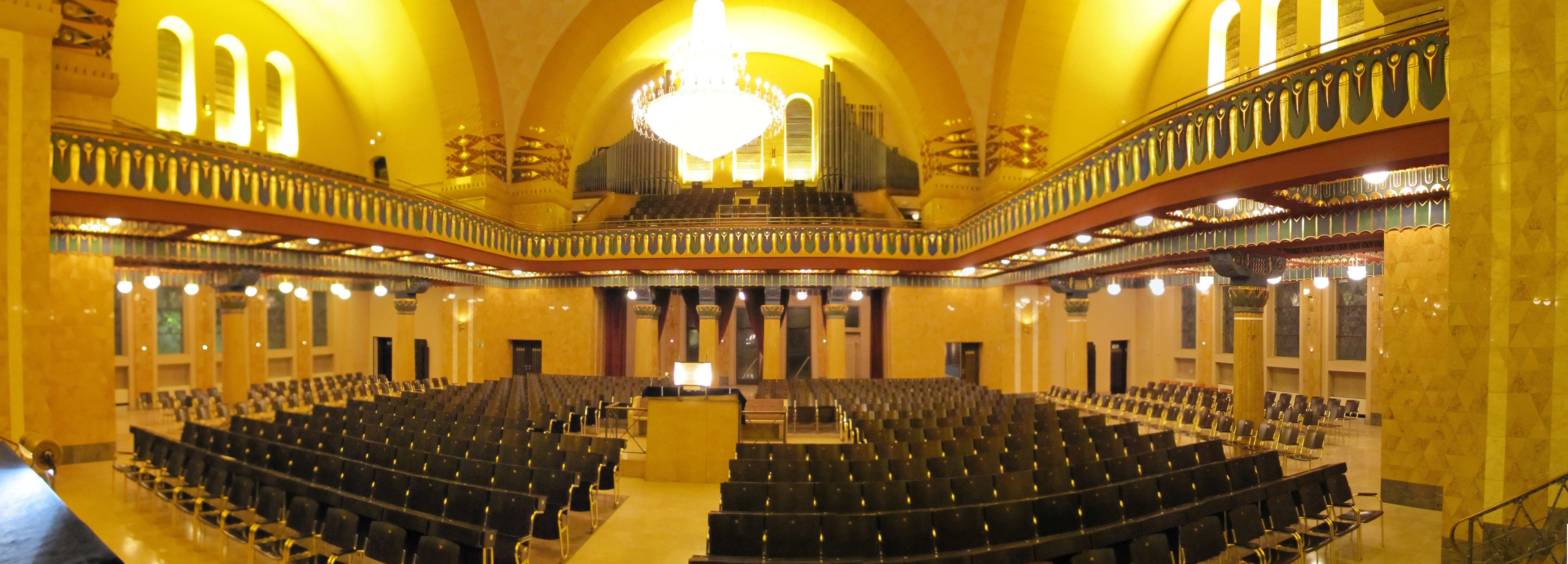
Gebetsraum

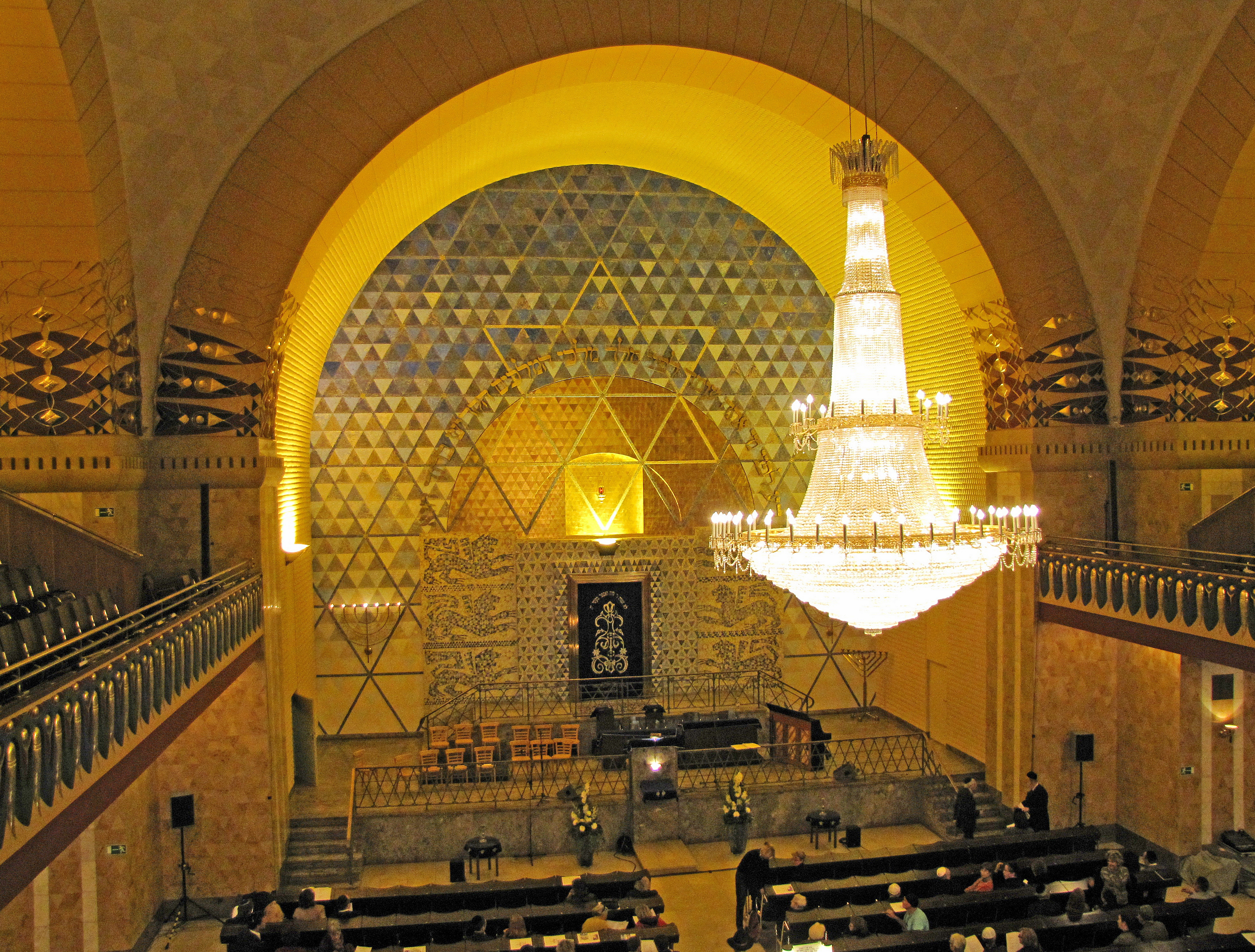
Toraschrein mit Ner Tamid, Parochet und Bima

Bereits unmittelbar nach Kriegsende gründete die von der amerikanischen Armee eingesetzte neue Stadtregierung eine Jüdische Betreuungsstelle der Stadt Frankfurt am Main, die sich um die Überlebenden kümmerte. Bis zum Sommer kehrten rund 400 Überlebende in die Stadt zurück.
Am 12. September 1945 (5. Tischri 5706 nach jüdischem Kalender) fand der erste Gottesdienst in der schwer beschädigten Westendsynagoge statt. Die Predigt hielt Rabbiner Leopold Neuhaus, der von 1939 bis 1942 letzter Frankfurter Rabbiner gewesen war und den Krieg im Konzentrationslager Theresienstadt überlebt hatte.
Viele Mitglieder der neu gegründeten Jüdischen Kultusgemeinde, darunter auch Rabbiner Neuhaus, wanderten in den folgenden Jahren nach Amerika oder Palästina aus. Stattdessen kamen bis 1949 über 5000 Displaced Persons aus Osteuropa nach Frankfurt, ehemalige KZ-Häftlinge oder Zwangsarbeiter, die nicht in ihre Heimatländer zurückkehren konnten oder wollten und von der amerikanischen Armee in einem DP-Lager in Frankfurt-Zeilsheim untergebracht wurden. Einige blieben in Frankfurt und wanderten nicht aus. Sie bildeten den Kern der neuen jüdischen Gemeinde Frankfurts, die bis 1949 auf über 2000 Personen anwuchs.
Am 6. September 1950 fand die Einweihung der wiederaufgebauten Synagoge statt. Zur Einweihung war ein Synagogenchor aus Paris gekommen, und der ehemalige Rabbiner der Westendsynagoge Georg Salzberger, der inzwischen in London lebte, hielt eine Ansprache, in der er den vielen nicht aus Frankfurt stammenden Juden einen Einblick in das jüdische Leben in Frankfurt vor dem Holocaust gab. Die Weiherede hielt der Landes- und Gemeinderabbiner Wilhelm Weinberg, der als Nachfolger von Neuhaus nach Frankfurt gekommen war. Im Inneren der Synagoge war die ehemalige Pracht der Nüchternheit der fünfziger Jahre gewichen. Architekten des Wiederaufbaus waren Max Kemper und Werner Hebebrand. Die Bauleitung hatte Hans Leistikow, der auch die neuen Glasfenster schuf. Viele Renovierungsmaßnahmen blieben provisorisch, da zum einen wenige Jahre nach Kriegsende das Geld in der schwer zerstörten Stadt fehlte, zum anderen kaum jemand an eine Zukunft der jüdischen Gemeinde in Frankfurt nach dem Holocaust glaubte.
Von 1988 bis 1994 erfolgte nach Plänen des Architekten Henryk Isenberg eine umfassende Renovierung der Synagoge. Als dabei unter dem Putz und den Verschalungen des Wiederaufbaus wider Erwarten viel originale Bausubstanz zum Vorschein kam, entschloss man sich zu einer historisch genaueren Rekonstruktion des Baus. Die Baukosten von 8,5 Millionen Mark teilten sich der Bund, das Land Hessen, die Stadt Frankfurt und die jüdische Gemeinde. Am 29. August 1994 wurden die Renovierungsarbeiten feierlich abgeschlossen.